# Кайла Коул
Кайла Коул (англ. Kyla Cole; справжнє ім'я Мартіна Яцова, словац. Martina Jacová; нар. 10 листопада, 1978 року, Пряшів, Чехословаччина) — словацька еротична фотомодель, порноакторка, телеведуча.

## Біографія
Народилася 10 листопада 1978 року у Пряшеві, Чехословаччина (тепер Словаччина). Модельну кар'єру розпочала у 1999 році. У березні 2000 року була обрана найкращою моделлю журналу Penthouse улюблениця місяця, однак не змогла працювати у виданні, бо не отримала візу, з'являлася на великій кількості обкладинок еротичних журналів. C серпня 2003 року по квітень 2004 року працювала ведучою еротичної програми «Ласкання» (словац. Láskanie) на словацькому телеканалі «Маркіза» (словац. Markíza). Також працювала над власним сайтом www.kylacolesite.com (англ.), однак, починаючи з березня 2006 після сварки зі своїм бойфрендом-менеджером, її участь у проєкті закінчилась, а сайт фактично перестав оновлюватися і через деякий час повністю припинив існування. 1 квітня 2009 року був запущений новий офіційний сайт www.kylacolemodel.net [Архівовано 15 травня 2021 у Wayback Machine.] (англ.).
Знімалася в кількох лесбійських еротичних і порнофільмах, в тому числі трьох фільмах Ендрю Блейка, а також одному філіппінському не еротичному фільмі «Rumbleboy».
У інтерв'ю 2006 року визнала себе бісексуальною. Однак у порнофільмах знімається тільки з жінками. У 2010 році заявила, що має гетеросексуальну орієнтацію, а порередні заяви були зроблені у рамках маркетингової стратегії з просування її фотосесії.
У 2007 році стала портретною моделлю головної героїні гри Gods.

## Фільмографія
- Penthouse — Pets in Paradise (2001)
- Blond and Brunettes (2001)
- Exhibitionists (2001)
- The Villa (2002)
- Mystique's Hottest Women On Earth (2004)
- Mystique's Sexiest Women in the World (2004)
- Rumbleboy (2005)